# 함열읍
함열읍(咸悅邑)은 전북특별자치도 익산시의 행정 구역이다.

## 개요
함열읍 행정구역은 6개리 51개 행정리로 구성되어 있으며 면적은 18.95 km2로서 호당 평균 경지 면적은 1.1㏊이며 3,475호의 가구에 8,501명이 살고 있으며 지역 여건으로는 성당면, 용안면, 낭산면과 경계를 이루고 있고, 경지정리가 잘 되었다. 뿐만 아니라 이 지역은 과거 함열군과 용안군의 중심지였기에 익산시청 북부청사(구 익산군청)가 위치해 있다.

## 법정리
- 남당리(南堂里)
- 다송리(多松里)
- 석매리(石梅里)
- 와리(瓦里): 행정복지센터 및 익산시청 북부청사 소재지
- 용지리(龍池里)
- 흘산리(屹山里)

## 아파트
| 단지명                 | 건설사     | 시행사     | 주소                        | 입주       | 비고 |
| ---------------------- | ---------- | ---------- | --------------------------- | ---------- | ---- |
| 함열 제일              | 제일건설㈜ | 제일건설㈜ | 함열읍 함열5길 19-21 (와리) | 2003년 4월 |      |
| 북익산 오투그란데 더원 | 제일건설㈜ | 제일건설㈜ |                             | 2025년 6월 |      |

## 교육
- 다송초등학교 (다송리)
- 함열초등학교 (와리)
- 함열여자중학교 (남당리)
- 함열중학교 (와리)
- 함열여자고등학교 (남당리)
- 함열고등학교 (와리)